# Wohn- und Geschäftshaus Lange Straße 55
Das Wohn- und Geschäftshaus Lange Straße 55 Ecke Ledeboerstraße in Diepholz stammt vom 18. oder 19. Jahrhundert.
 Aktuell (2023) wird es als Wohn- und Geschäftshaus sowie als Pension genutzt.
Das Gebäude steht unter Denkmalschutz (siehe auch Liste der Baudenkmale in Diepholz).

## Geschichte
Das ein- bis zweigeschossigen L-förmige Gebäude in Fachwerk mit geputzten Ziegelausfachungen, Sattel- und Krüppelwalmdach und auskragenden Obergeschossen stammt aus dem 18. oder 19. Jahrhundert. Durch Umbauten wurden im 20. Jahrhundert an der Ecke und an der Längsfront im Erdgeschoss Schaufenster für zwei Läden eingebaut sowie weitere vergrößerte Fenster.
Das Landesdenkmalamt befand: „… geschichtliche Bedeutung … als massiger Ziegelfachwerkbau mit repräsentativer Geschossstaffellung zur Ecksituation … .“